# Севастопольские рассказы
«Севастопольские рассказы» — цикл из трёх рассказов, написанных Львом Толстым и опубликованных в 1855 году. Рассказы описывают оборону Севастополя в ходе Крымской войны. Толстой пишет как о героизме защитников города, так и о бесчеловечной бессмысленности войны.
Впервые известный писатель находился в действующей армии и из её рядов немедленно сообщал публике о происходящем на его глазах. Таким образом, можно утверждать, что Лев Николаевич был первым русским военным корреспондентом.
Достоверность и точность изображения жизни осаждённого города были обеспечены не только писательским мастерством автора, но прежде всего тем, что Толстой с ноября 1854 по август 1855 находился в Севастополе и его окрестностях, дежурил в течение полутора месяцев на батарее на Четвёртом бастионе под артиллерийскими обстрелами (в том числе во время второй усиленной бомбардировки 28 марта (9 апреля) 1855 года), участвовал в сражении на Чёрной речке и в боях во время последнего штурма города.

## Рассказы

### Севастополь в декабре месяце
В первой части рассказчик-офицер прибывает в Севастополь и перемещается по городу. Толстой использует повествование от второго лица («Вы подходите к пристани») — читатель помещается на место рассказчика. Действие начинается утром на рассвете: персонаж идёт пешком по Северной стороне и на ялике переправляется через бухту на Графскую пристань. Рассказчик поначалу испытывает гордость и мужество от одних мыслей о том, что находится в Севастополе, но зрелище в центре города оказывается разочаровывающим. На городских улицах раскинулся грязный и хаотичный военный лагерь, и люди в нём ведут себя так же буднично и равнодушно, как если бы находились «в Туле или в Саранске». Он посещает здание Севастопольского дворянского собрания, где оборудован госпиталь; разговаривает с потерявшим ногу матросом, его женой, навещающей мужа в госпитале, видит ещё нескольких раненых и умирающих и наблюдает за работой хирургов. Это «война в настоящем ее выражении — в крови, в страданиях, в смерти». Рассказчик в расстроенных чувствах выходит на улицу, проходит мимо церкви, баррикад и посещает трактир, где обедают офицеры. Они обсуждают сражения — Инкерманское сражение («дело двадцать четвёртого») и Сражение на Альме («альминское дело»); в разговорах часто упоминается оборона четвёртого бастиона, где идут особенно тяжёлые бои.
Рассказчик сам направляется на четвёртый бастион — дорога становится опасной, дома вокруг превращены в развалины, навстречу несут раненых на носилках. На четвёртом бастионе общается со старшим офицером, который рад новому лицу и охотно рассказывает о недавних событиях, в том числе о сокрушительной бомбардировке 5 октября. Вражеские позиции находятся совсем рядом, но выглядят разочаровывающе — это всего лишь «белый каменистый вал», на котором не видно людей, а только дымки от выстрелов. Старший офицер решает сам обстрелять позиции противника; на этот выстрел враг отвечает артиллерийским огнём — снаряд мортиры летит, как кажется, прямо в рассказчика, и тот готовится к смерти, но снаряд лишь ранит одного из солдат. Рассказчик возвращается в город в приподнятом настроении; он убеждён, что защитниками Севастополя двигает любовь к родине и что взять город или «поколебать где бы то ни было силу русского народа» невозможно.

### Севастополь в мае
В прологе к рассказу Толстой размышляет о войне и задаётся вопросом, не было бы логичнее отослать всех солдат по домам и решить конфликт поединком двух воинов; по его мнению, либо «война есть сумасшествие», либо люди — не разумные создания. Герой рассказа, пехотный офицер Михайлов, идёт по Морской улице на службу и размышляет о письме от вышедшего в отставку друга и его жены. По бульвару гуляет публика — здесь чувствуется противостояние между «аристократами» и «неаристократами»: прохожие, включая и Михайлова, ведут себя явно неискренне, чтобы показать свой статус и принадлежность к одной из двух групп. Михайлов, пересилив себя, прибивается к «аристократическому» кружку офицеров. Здесь присутствует и ротмистр Праскухин — человек ещё более низкого статуса, которому тоже лестно находиться в компании «аристократов». Михайлову предстоит в этот день выйти на передовую, заменяя больного товарища, и у него плохие предчувствия; он возвращается на свою бедную квартиру, пишет на случай гибели прощальное письмо отцу и ругается с денщиком Никитой, а затем уходит на передовую.
Компания «аристократов» тем временем проводит время в хорошо обставленной генеральской квартире, пьёт чай и сплетничает; они третируют постороннего пехотного офицера, пришедшего с поручением. Часть офицеров уезжает на передовую; Калугин и Гальцин на какое-то время остаются одни, глядя в окно на канонаду. Вскоре уже Калугина отправляют на бастион с приказами от генерала; соседи Михайлова, в том числе поручик Непшитшетский, которого Михайлов заменяет на бастионе, собираются у него дома. Гальцин и Непшитшетский сталкиваются на улице; французская армия штурмует русские ложементы, там идёт бой, и в город несут мёртвых и раненых. Гальцин посещает переполненный госпиталь, где идёт триаж; Калугин тем временем поднимается на бастионы, бравируя опасностью и не ложась на землю при обстреле. Генерал посылает Праскухина к батальону Михайлова с приказом прекратить работы и присоединиться к резервам, стоящим под горой. Михайлов и Праскухин ведут солдат по дороге; они оба нервничают и раздражены друг на друга. Они сталкиваются и с самодовольным Калугиным; появляется юный Пест, ещё один член компании «аристократов» — он побывал в бою и в хаосе заколол штыком французского солдата. При очередном обстреле погибает Праскухин; Михайлов ранен — его это ранение даже радует, так как означает награду. Ночная битва закончена, восходит солнце.
Утром на бульваре опять гуляет поредевшая компания «аристократов», обсуждая ночную битву — все хвастаются своей храбростью; Михайлов с повязкой на голове опять прибивается к ним, но его не воспринимают всерьёз. Ему опять встречаются те же люди, что и в предыдущий день; не хватает погибших ночью Праскухина и других, но о них не вспоминают. На передовой объявлено перемирие — русские и французы разбирают трупы, мирно беседуют по-французски, обмениваются шутками; вместе с рабочими на поле битвы выходит и ребёнок, который рвёт цветы и пугается изуродованного трупа. Скоро перемирие закончится, и война возобновится. Толстой в заключение заявляет, что не считает своих персонажей ни героями, ни злодеями; единственный герой, чью красоту он старается передать — это «правда».

### Севастополь в августе 1855 года
Заключительный и наиболее объёмный рассказ цикла посвящён братьям Козельцовым, встретившимся в Севастополе накануне сдачи города российскими войсками.
Пехотный офицер, подпоручик Михаил Козельцов, возвращается на фронт из симферопольского госпиталя. На станции, на подъезде к городу, Козельцов встречает офицеров, ожидающих, как и он, лошадей для отправки в осаждённый город, — здесь же происходит встреча его с младшим братом, Володей, семнадцатилетним мальчиком, только что получившим военное артиллерийское образование в Петербурге. После короткого разговора, братья вместе отправляются в Севастополь.
По прибытии, Козельцовы посещают обоз полка, где служил Михаил, и беседуют с обозным офицером и комиссионером, которые скептически относятся к воинской чести. После этого, братья отправляются на укрепления, где узнают положение батареи Володи и заходят на перевязочный пункт. В течение всего пути Козельцов-второй мучается от страха, который внушают ему взрывы снарядов и вид раненых солдат. Выйдя из Николаевской батареи, братья спокойно расстаются, не зная, что это прощание окажется для них последним.
Володя направляется в дом батарейного командира, где ему выделяют койку. Оставшись один, Володя снова сталкивается со своими страхами и молится. Его старший брат в это время добирается до своего 5 бастиона, встречает своего товарища Батрищева, получившего звание полковника, после чего идёт к своей роте и принимает командование. В оборонительной казарме Михаил находит старых знакомых офицеров, которые играют в банк, отстраняясь таким образом от военных будней.
Утром следующего дня, 26 августа, Володя показан в кружке батарейных офицеров. На закате Козельцов, юнкер Вланг и 20 артиллеристов отправляются на батарею, где страх, преследовавший Володю до сих пор, исчезает. В блиндаже молодой офицер встречает солдата Мельникова, который вовсе не боится шума снарядов, так как знает, что убьют его «не из бомбы».
После долгого сна, 27 августа, Володя получает возможность открыть стрельбу, пользуясь скудным вооружением вверенной ему батареи — это приводит юношу в чрезвычайный восторг и совершенно лишает мыслей об опасности. В половину двенадцатого стрельба с обеих сторон затихает, в полдень французские войска начинают штурм Малахова кургана, 2, 3 и 5 бастионов.
С началом штурма действие переносится на 5-й бастион, где находился Михаил Козельцов. Разбуженный паникующим офицером, тот мгновенно, вынув саблю, бросается в атаку, — это ненадолго останавливает натиск французов. Немного после, лёжа на носилках, серьёзно раненый Михаил ощущает радость за то, что исполнил свой долг и «поступил так хорошо, как только можно было, и ни в чем не может упрекнуть себя». Подошедший к нему священник не говорит умирающему Козельцову-старшему, что Малахов курган занят французскими войсками. Михаил надеется, что брат его в этот момент испытывает такое же счастье.
Однако Володя в это время находится в центре событий: командует вверенной ему батареей. Внезапное появление французов, обошедших её, вводит Козельцова-младшего в оцепенение. Мельников убит пулей; попытка Вланга спасти Володю заканчивается неудачей: высунувшись из траншеи, тот видит только недвижное тело юного офицера.
В заключительной главе Толстой описывает город, оставляемый русской армией, показывает тяжёлую реакцию солдат на приказание покинуть эти памятные рубежи, удерживаемые в течение 11 месяцев и стоившие стольких жизней их храбрых братьев.